# Винтондејл (Пенсилванија)
Винтондејл (енгл. Vintondale) град је у америчкој савезној држави Пенсилванија.

## Демографија
По попису из 2010. године број становника је 414, што је 114 (-21,6%) становника мање него 2000. године.
| Група             | 2000.       | 2010.       |
| Белци             | 524 (99,2%) | 409 (98,8%) |
| Афроамериканци    | 0 (0,0%)    | 0 (0,0%)    |
| Азијати           | 0 (0,0%)    | 2 (0,5%)    |
| Хиспаноамериканци | 4 (0,8%)    | 0 (0,0%)    |
| Укупно            | 528         | 414         |